# Camponotus ulei
Camponotus ulei är en myrart som beskrevs av Auguste-Henri Forel 1904. Camponotus ulei ingår i släktet hästmyror, och familjen myror. Inga underarter finns listade.